# جلة

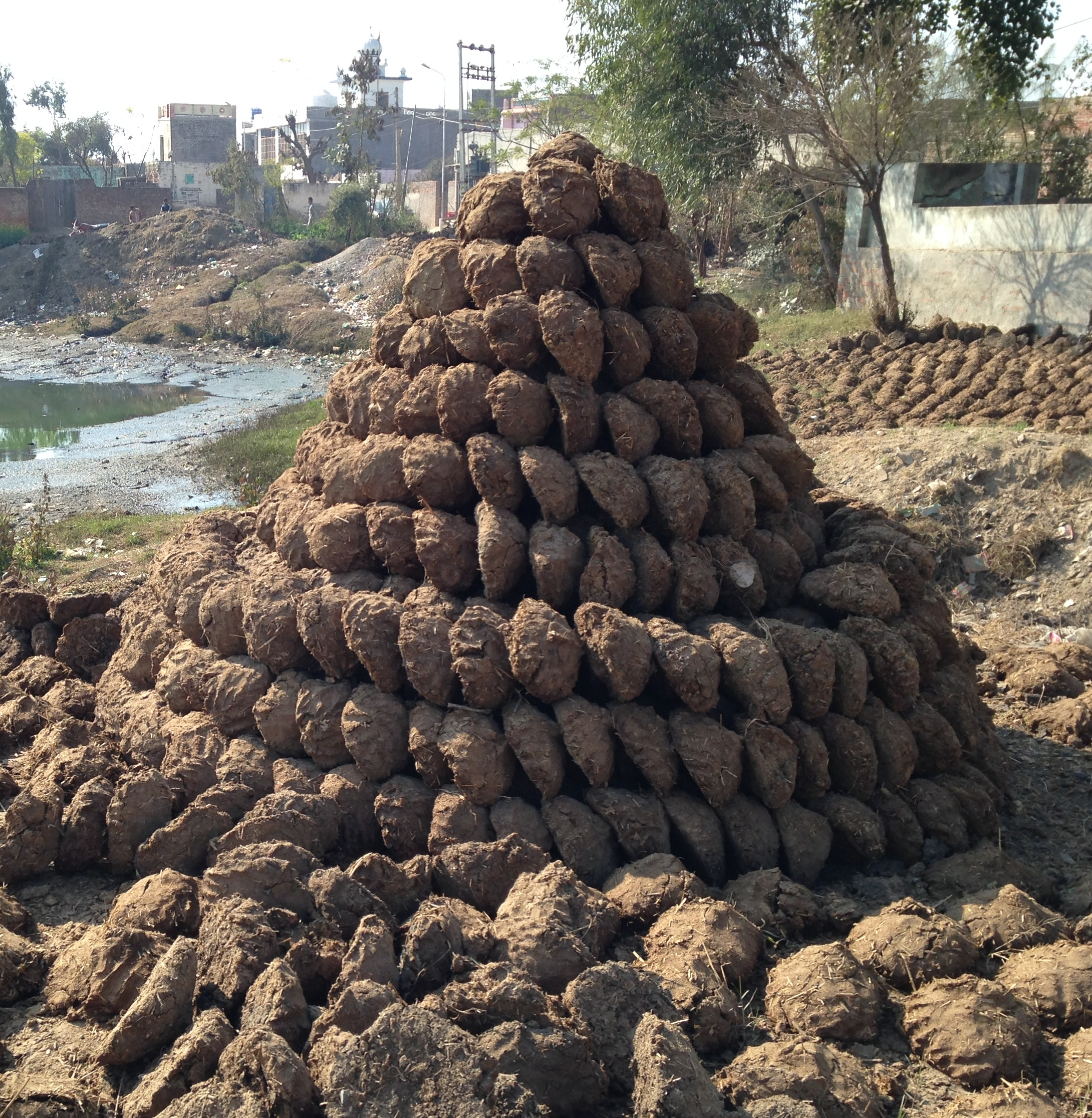
كومة من أقراص الجلة

في معجم المعاني، الجَلّة تعني الروث. وهي أقراص دائرية يتم صنعها من روث الحيوانات (كالأغنام والأبقار و...) ومن ثم يتم تجفيفها تحت أشعة الشمس وتخزينها، ويتم الاستفادة منها في إشعال النار للتدفئة أو طهي الطعام في المواقد والتنور كبديل عن الأخشاب أو الوقود.